# Neosho (Missouri)
|  | Dieser Artikel wurde aufgrund von inhaltlichen Mängeln auf der Qualitätssicherungsseite des Projektes USA eingetragen. Hilf mit, die Qualität dieses Artikels auf ein akzeptables Niveau zu bringen, und beteilige dich an der Diskussion! Eine nähere Beschreibung der zu behebenden Mängel fehlt. |

Neosho ist eine Stadt im US-Bundesstaat Missouri. Das U.S. Census Bureau hat bei der Volkszählung 2020 eine Einwohnerzahl von 12.590 ermittelt.
Neosho liegt 103 km südwestlich von Springfield, 165 km nordöstlich von Tulsa, 64 km nordwestlich von Rogers und 415 km südwestlich von St. Louis in dessen Ballungsraum und gehört zum Newton County.

## Persönlichkeiten
- Hermann Jaeger (1844–1895), Winzer und Rebenzüchter, betrieb ab 1867 in Neosho einen Weinberg und züchtete hier Rebsorten
- Donn Clendenon (1935–2005), ein Baseballspieler und wertvollster Spieler der World Series 1969 wurde in Neosho geboren[2]